# Sete de Setembro

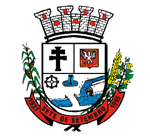
Escudo de Sete de Setenbro.

Sete de Setembro es un municipio brasileño del estado de Rio Grande do Sul.
Se encuentra ubicado a una latitud de 28º07'52" Sur y una longitud de 54º27'48" Oeste, estando a una altitud de 273 metros sobre el nivel del mar. Su población estimada para el año 2004 era de 2.212 habitantes.
Ocupa una superficie de 145,16 km².
- Datos: Q601766
- Multimedia: Sete de Setembro / Q601766